# Église Saint-Martin de Llauro
Pour les articles homonymes, voir église Saint-Martin.
L'église Saint-Martin de Llauro est une église romane située à Llauro, dans le département français des Pyrénées-Orientales.